# صموئيل ديفيد الكسندر
صموئيل ديفيد الكسندر (بالكرواتية: Samuel David Aleksander)‏ هو فاعل خير كرواتي، ولد في 13 يوليو 1862 في زغرب في كرواتيا، وتوفي في 8 مارس 1943 في مملكة يوغوسلافيا.